# 周鉞 (弘治進士)
周鉞（1460年—16世紀），字仲威、又字仲瑛，南直隸鳳陽府宿州閔孝鄉人，明朝政治人物。

## 生平
周鉞是弘治二年（1489年）己酉科應天府鄉試第四十一名舉人，弘治二年（1499年）聯捷進士，獲授永新知縣，為政清正而簡約，無人敢以私情請求他。考察報最入朝時，劉瑾因為他沒有歸附，誘導他見面說：「我有能力讓你擔任御史。」他不回應，因此被謫任進賢教諭，很快陞官公安知縣，再以父母去世回鄉，稱病不在出仕。
周鉞曾為壁畫草中兔作題：「欲成三處窟，先隱一團茅，老拳應未見，留命到今朝。」人們都覺得他豪邁。

## 家族
曾祖周禮；祖周俊；父周宣。母陈氏。具庆下。弟釴、銊。

## 引用
1. 1 2  光緒《宿州志·卷十七·人物志一》：周鉞，字仲瑛，宿州閔孝鄉人，宏治己未進士，知永新縣，清介簡靜，人不敢干以私；報最入都，劉瑾因其不附己誘之見曰：「吾力能授以御史。」鉞不應，遂謫進賢教諭，尋復公安知縣，以憂去遂稱疾不起。嘗題壁畫草中兔，云：「欲成三處窟，先隱一團茅，老拳應未見，留命到今朝。」時論壯之。
2. ↑  光緒《鳳陽府志·卷七·選舉表》：弘治……周鉞 宿州人，見進士○光緒州志年份未詳，今據康熙州志，以上己酉科（舉人）
3. ↑  龚延明主编. . 宁波: 宁波出版社. 2016. ISBN 978-7-5526-2320-8. 《天一閣藏明代科舉錄選刊.登科錄》之《弘治十二年己未科進士登科錄》